# Poema conjetural
El Poema conjetural es un poema del escritor argentino Jorge Luis Borges, en el que rememora la vida y la muerte de su antepasado distante Francisco Narciso de Laprida.
Este poema se publicó por primera vez en la edición del 4 de julio de 1943 del diario La Nación de Buenos Aires. Fue incluido luego en el libro El otro, el mismo (1964). Se lo relaciona como una metáfora de lo que acontecía en el período histórico ya que fue publicado exactamente un mes después del golpe del 4 de junio de 1943, algo que el propio Borges reconocería en una entrevista de 1980:

Pienso que hay un par de cuentos y poemas míos que pueden sobrevivir en las antologías, que no me deshonran. Poema conjetural sería uno de ellos. Fue publicado durante la dictadura y tiene dos sentidos, porque me refiero a Francisco Narciso de Laprida, pero también a lo que estaba aconteciendo entonces, pues Laprida dice: “Al fin me encuentro con mi destino sudamericano”, y vencen los bárbaros.